# Zollhaus Harlaching

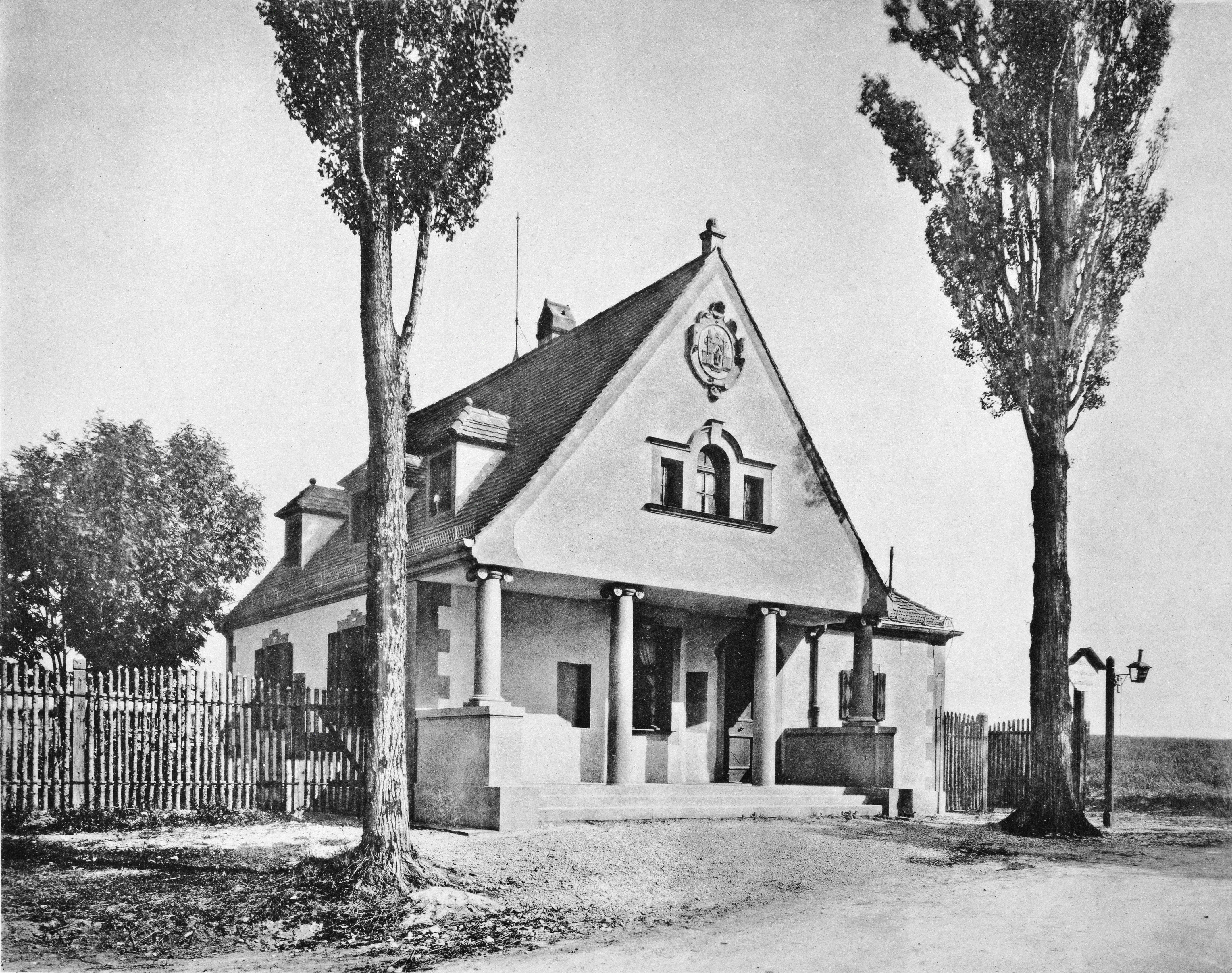
Das Zollhaus auf einer Fototafel (um 1900)

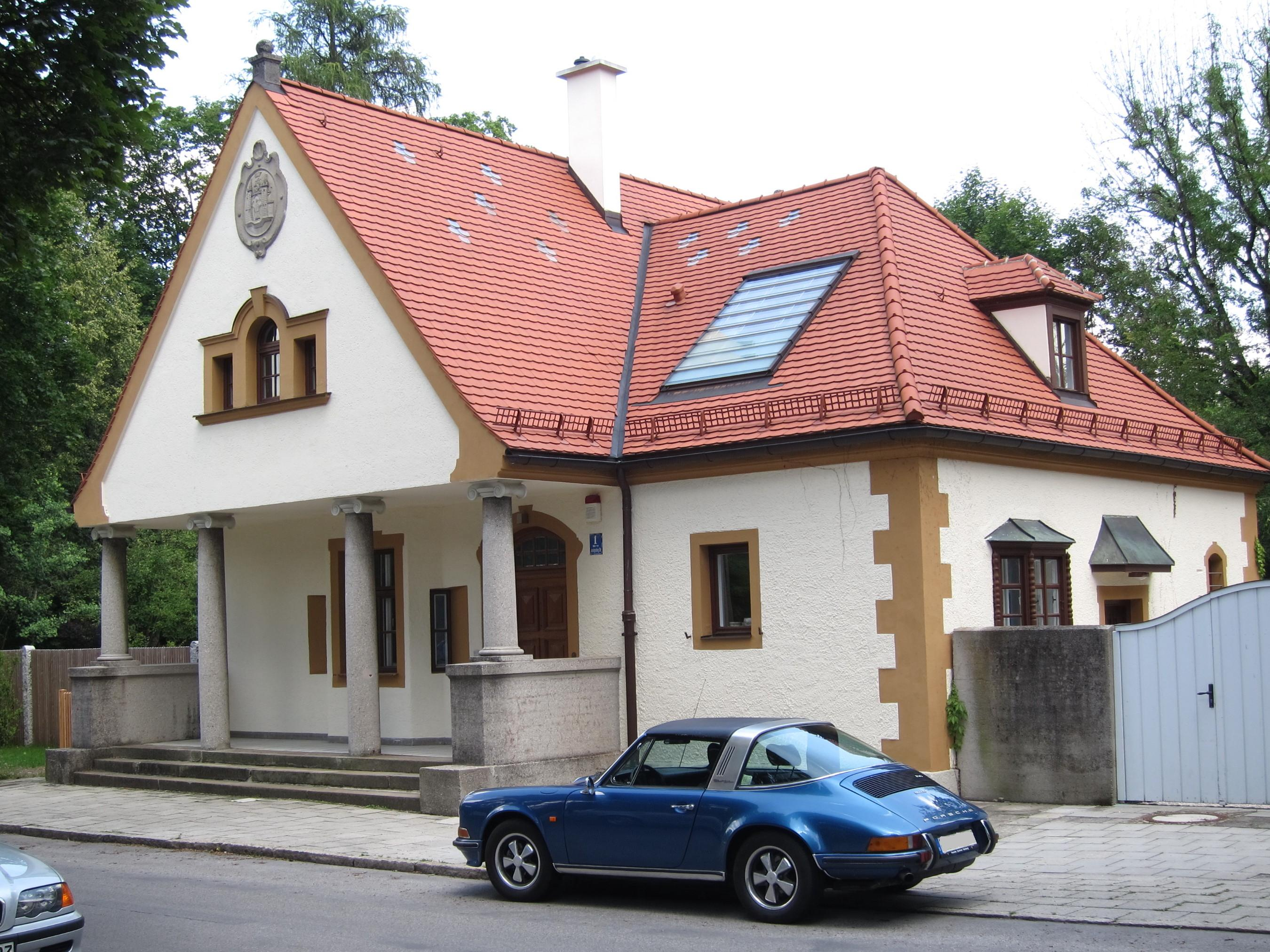
Das ehemalige Zollhaus im Jahr 2011

Das Zollhaus in Harlaching, einem Ortsteil von München im Stadtbezirk Untergiesing-Harlaching, wurde 1894 errichtet. Das ehemalige Zollhaus an der Geiselgasteigstraße 1 ist als Baudenkmal in die Bayerische Denkmalliste eingetragen. Hier erhob die Stadt München durch einen städtischen Beamten, der im Haus seine Dienstwohnung hatte, den Pflasterzoll.
Das kleine Wohnhaus mit Portikus wurde nach Plänen des Architekten Hans Grässel erbaut, der auch 1891 das heute nicht mehr existierende Zollhaus an der Freisinger Straße/Berg-am-Laim-Straße errichtete.
Es ist heute in Privatbesitz und wird bewohnt.